# Catweazle
Catweazle is een Engelse tv-kinderserie die twee seizoenen lang in het Verenigd Koninkrijk (en andere landen) werd uitgezonden: in 1970 en 1971. In Nederland werden seizoen 1 en 2 van de serie uitgezonden door de NOS; voor het eerst op zondag 4 januari 1970, op de zender Nederland 2 aanvankelijk onder de titel De tovenaar van Saburac, als opvolger van de populaire Nederlandse serie Floris.
De serie werd geschreven door de Britse acteur Richard Carpenter en verhaalt over de 11e-eeuwse, excentrieke, incapabele, riekende maar vooral ook aandoenlijke tovenaar Catweazle. Op de vlucht voor de Normandiërs maakt hij door een mislukte toverspreuk (hij probeert te vliegen, maar dat pakt heel anders uit) een onbedoelde tijdreis en belandt hij vanuit het Engeland van het 11e-eeuwse in het 20e-eeuws Engeland: hij heeft dan 900 jaar door de tijd gereisd en wordt geconfronteerd met een voor hem vreemde en vooral verbazingwekkende wereld.

## Eerste seizoen
In het eerste seizoen komt Catweazle terecht op het Engelse platteland op de boerderij Hexwood Farm, waar hij bevriend raakt met de zoon des huizes, Edward Bennet (ook wel Carrot genoemd naar de peenkleurige haardos van de jongen). Edwards grootste zorg is zijn zonderlinge nieuwe vriend Catweazle uit de buurt van zijn vader (Mr. Bennet) en de boerenknecht Sam Woodyard te houden. Erg onder de indruk van de moderne gemakken van de twintigste eeuw beleeft Catweazle samen met Edward spannende avonturen, vaak als gevolg van zijn tomeloze nieuwsgierigheid. Aan het eind van de serie reist Catweazle terug naar zijn eigen tijd. Catweazle heeft ook, verstopt in zijn pij, een favoriet huisdier bij zich: een pad die luistert naar de naam Touchwood, of Tikker in Nederlandse ondertiteling. De favoriete toverspreuk van de oude magiër is: Salmay, Dalmay, Adonay.

## Tweede seizoen
In het tweede seizoen – de tovenaar is dan opnieuw in de 20e eeuw terechtgekomen – maakt Catweazle wederom allerlei avonturen mee, dit keer met Cedric Collingford (door Catweazle gekscherend owlface genoemd naar het karakteristieke gezicht van de jongen), de zoon van de welgestelde Engelse familie Collingford. Na alle tekens van de dierenriem te hebben verzameld, reist Catweazle hiervandaan in een luchtballon (hij wilde altijd al graag vliegen).

## Nalatenschap
De serie is veelal gefilmd op locatie in Engeland en gunt de kijker een aardige blik op het Engelse landleven eind jaren zestig. Dat, in combinatie met typisch Britse humor, maakte de serie uiteindelijk bijzonder populair in Engeland, Australië, Duitsland, Tsjecho-Slowakije en Nederland.
De complete serie is inmiddels als boxset op dvd verkrijgbaar.
De tv-zender ONS is in november 2017 begonnen met het herhalen van deze serie.

## Rolverdeling
- Catweazle - Geoffrey Bayldon

### Seizoen 1970
- Edward Bennet, Carrot - Robin Davies
- Mr. Bennet - Charles Tingwell
- Sam Woodyard - Neil McCarthy
- Susan Bonnington - June Jago (afl. 'The Witching Hour', 1970)

### Seizoen 1971
- Cedric Collingford, Owlface - Gary Warren
- Lord Collingford - Moray Watson
- Lady Collingford - Elspet Gray
- Mr. Groom - Peter Butterworth
- Mrs. Gowdie - Gwen Nelson

## Afleveringen
De afleveringen werden in Nederland door de NOS uitgezonden op Nederland 2, telkens op zondag tussen 19:05 en 19:30 uur. De afleveringen van seizoen 1 in 1970 werden eerder uitgezonden in Nederland dan in Engeland.

### Seizoen 1970
1. The Sun in a Bottle (De Zon in een Fles) - 15 februari, Nederland 4 januari
2. Castle Saburac (Kasteel Saburac) - 22 februari, Nederland 11 januari
3. The Curse of Rapkyn (De Vloek van Rapkyn) - 1 maart, Nederland 18 januari
4. The Witching Hour (Het Spookuur) - 8 maart, Nederland 25 januari
5. The Eye of Time (Het Oog van de Toekomst) - 15 maart, Nederland 1 februari
6. The Magic Face (Het Magische Portret) - 22 maart, Nederland 8 februari
7. The Telling Bone (Het Sprekende Bot) - 29 maart, Nederland 15 februari
8. The Power of Adamcos (De Kracht van Adamcos) - 5 april, Nederland 22 februari
9. The Demi Devil (De Demi Duivel) - 12 april, Nederland 1 maart
10. The House of the Sorcerer (Het Huis van de Tovenaar) - 19 april, Nederland 8 maart
11. The Flying Broom-Sticks (De Vliegende Bezemstelen) - 26 april, Nederland 15 maart
12. The Wisdom of Solomon (De Wijsheid van Solomon) - 3 mei, Nederland 22 maart
13. The Trickery Lantern (De Elektrische Lantaarn) - 10 mei, Nederland 29 maart

### Seizoen 1971
1. The Magic Riddle (Het Magische Raadsel) - 10 januari, Nederland 3 oktober
2. Duck Halt (Duck Halt) - 17 januari, Nederland 10 oktober
3. The Heavenly Twins (De Hemelse Tweeling) - 24 januari, Nederland 17 oktober
4. The Sign of the Crab (Het Teken van de Kreeft) - 31 januari, Nederland 24 oktober
5. The Black Wheels (De Zwarte Wielen) - 7 februari, Nederland 31 oktober
6. The Wogle Stone (De Wogle Steen) - 14 februari, Nederland 7 november
7. The Enchanted King (De Betoverde Koning) - 21 februari, Nederland 14 november
8. The Familiar Spirit (De Huisgeest) - 28 februari, Nederland 21 november
9. The Ghost Hunters (De Spokenjagers) - 7 maart, Nederland 28 november
10. The Walking Trees (De Wandelende Bomen) - 14 maart, Nederland 5 december
11. The Battle of the Giants (De Slag der Giganten) - 21 maart, Nederland 12 december
12. The Magic Circle (De Magische Cirkel) - 28 maart, Nederland 19 december
13. The Thirteenth Sign (Het Dertiende Teken) - 4 april, Nederland 26 december